# وینهورینگ
وینهورینگ (به آلمانی: Winhöring) یک شهر در آلمان است که در بایرن واقع شده‌است.

## خصوصیات
وینهورینگ ۲۴٫۵۸ کیلومترمربع مساحت دارد ۳۷۴ متر بالاتر از سطح دریا واقع شده‌است.